# Gaumont-Palace
El Gaumont-Palace és un cinema parisenc ara desaparegut, que es trobava al número 1, rue Caulaincourt (18è districte de París). Al seu lloc ara hi ha un hotel Mercure i una botiga Castorama.
L'edifici, construït des del 1898 fins al 1900 originàriament com a Hipòdrom de Montmartre va ser l'any 1901 com a resultat de contratemps financers assumits durant un any per un entrenador de cavalls anomenat Albert Schumann, després pel Sr. Quenelle el 1902. Va ser després llogat des de 1903 fins a principis de 1907 per Charles C. Bostock, un anglès que entrenava animals salvatges, i es va convertir en l'hipòdrom de Bostock, que de fet era un circ. Havent sorgit problemes de gestió i malgrat la qualitat dels espectacles, l'edifici va ser tancat el març de 1907, després el 1911 va prendre el nom de Gaumont-Palace. Va ser totalment reformat l'any 1931 i destruït l'any 1973, poc després del seu tancament. Abans de la seva modernització, la seva immensa sala podia acollir un màxim de 6.000 espectadors, fet que el va convertir durant un temps en "el cinema més gran del món" segons els seus promotors.

## Història

### Gènesi

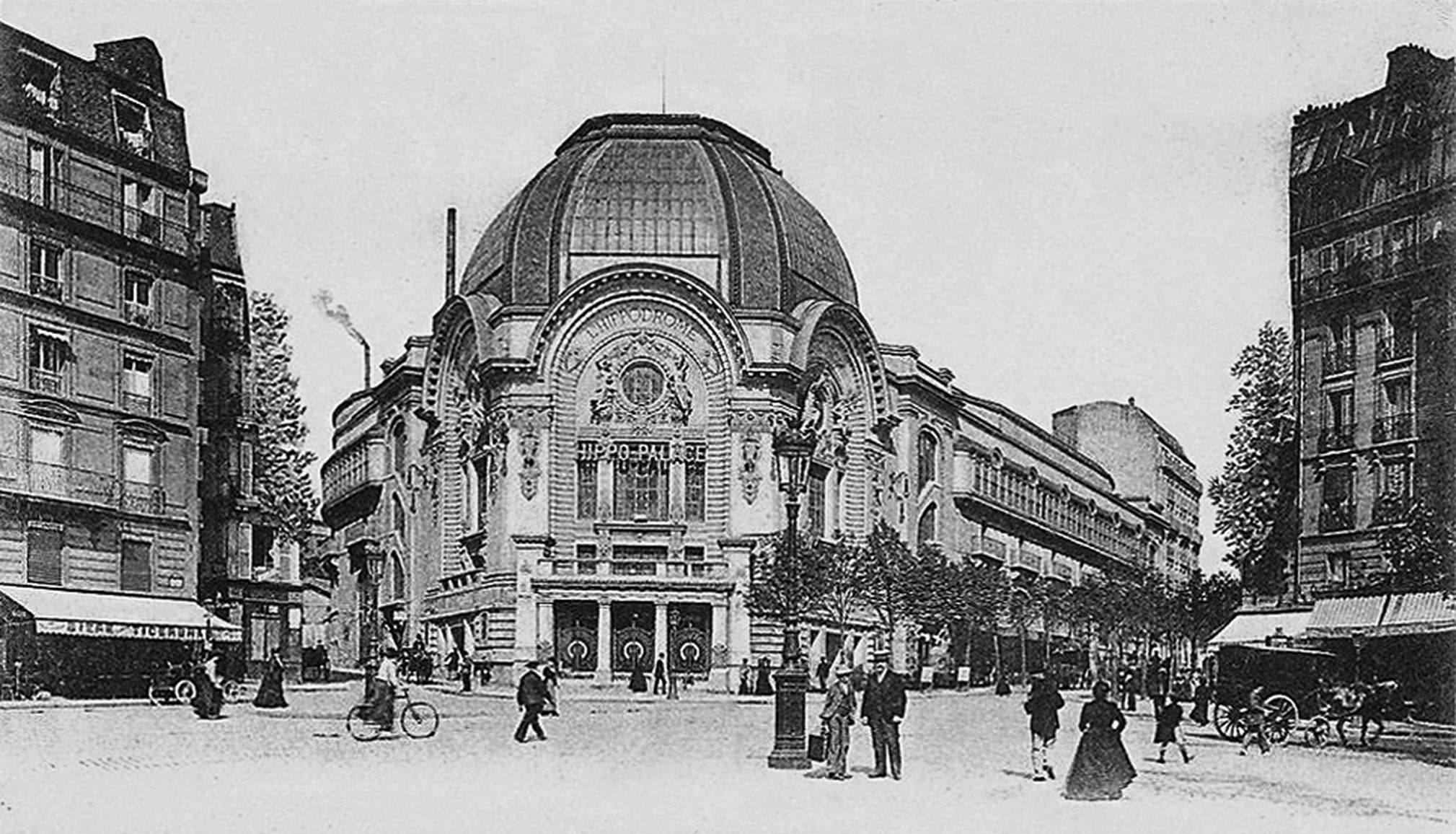
L'Hippo-Palace, el 1910

L'edifici original va néixer amb l'Hipòdrom de Montmartre inaugurat el 13 de maig de 1900 per un espectacle eqüestre, anomenat « Vercingétorix », aplegant 200 artistes, 50 cavaalls i sis elefants. S'estenia entre el boulevard de Clichy, rue Caulaincourt i rue Forest. Construït sota la direcció dels arquitectes Cambon, Galeron i Duray i darrere d'una façana d'estil Belle Époque, podia acollir 7.000 espectadors inclosos 5.000 asseguts, per a exposicions de circ, futbol, patinatge, pantomima i fins i tot combat naval, sota una enorme carpa metàl·lica. A més, Édouard-Jean Niermans hi va instal·lar el "Gran Restaurant", amb el mateix estil modernista rococó, amb el qual va decorar el Moulin Rouge.
A partir de 1907, l'Hipòdrom va acollir demostracions cinematogràfiques sota l'egida de les Cinema Halls llavors Royal Bio; però, deu anys després de l'incendi del Basar de la Charité (129 víctimes) a causa de l'incendi de la llanterna de projecció instal·lada temporalment a les seves instal·lacions, s'instal·la el projector del que havia de convertir-se en el flamant Gaumont-Palace. en una cabana aïllada, situada al fons de l'escenari, a l'exterior de l'edifici, als terrenys del cementiri nord. Les còpies de 35 mm d'aquest període són molt inflamables a partir de 150° centígrads (pel·lícula de flama o pel·lícula de nitrat, ús prohibit per motius de seguretat l'any 1950) i la seva combustió produeix vapors tòxics. Per tant, la imatge s'ha de projectar per darrere (les pel·lícules mudes que òbviament no tenen banda sonora es poden invertir dreta/esquerra al passadís de projecció, els fotogrames omplen completament l'espai entre les dues fileres de perforacions), els espectadors mireu-los a través de la pantalla. Això és un avantatge, perquè en aquell moment cap font de llum hauria estat prou potent per projectar correctament una imatge animada des d'una llanterna instal·lada a l'altre extrem. De fet, la sala excepcionalment gran mesura 40 metres de paret a paret en la seva part més ampla, 70 de profunditat i 24 d'alçada.

### El Gaumont-Palace

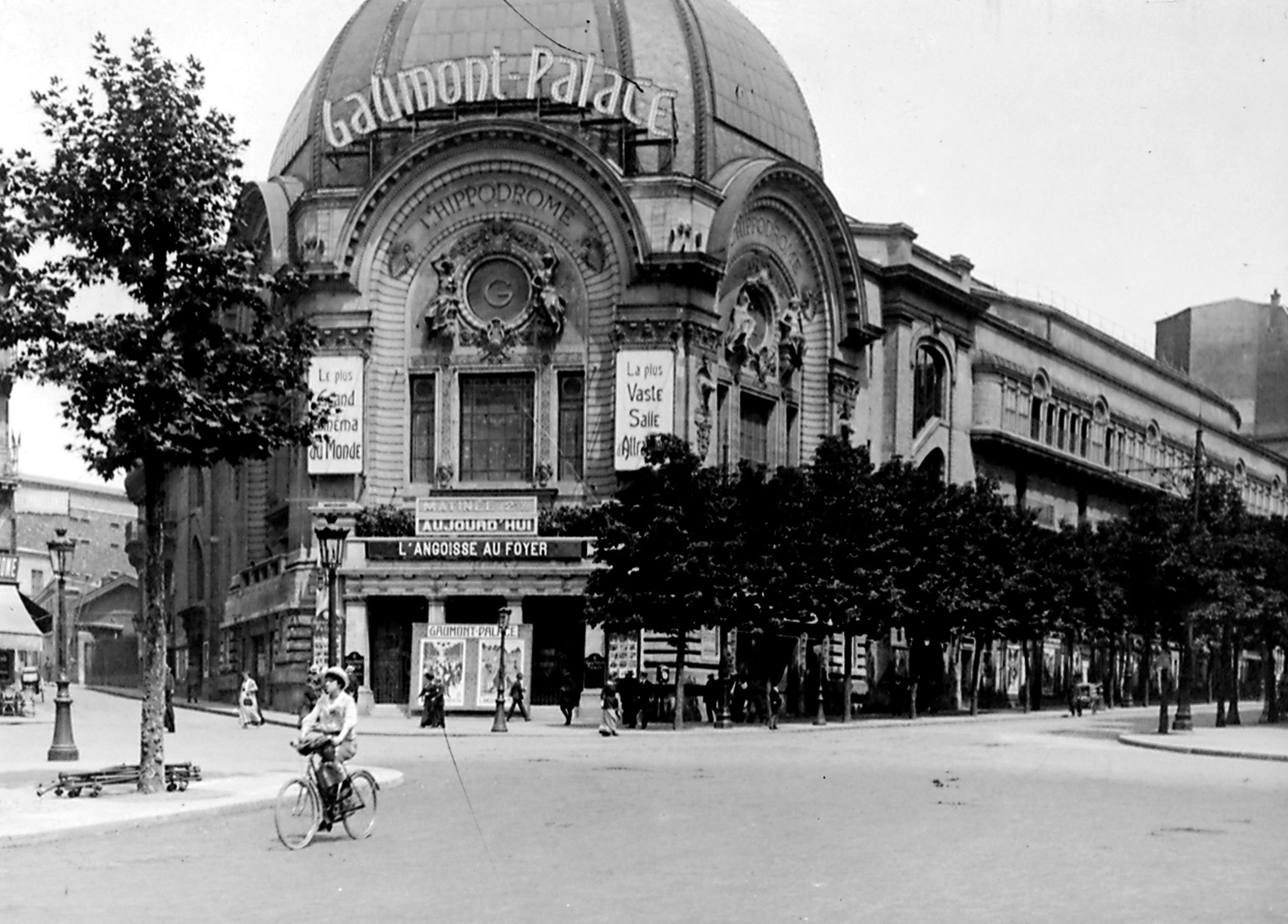
Ele Gaumont-Palace, als anys 1910.

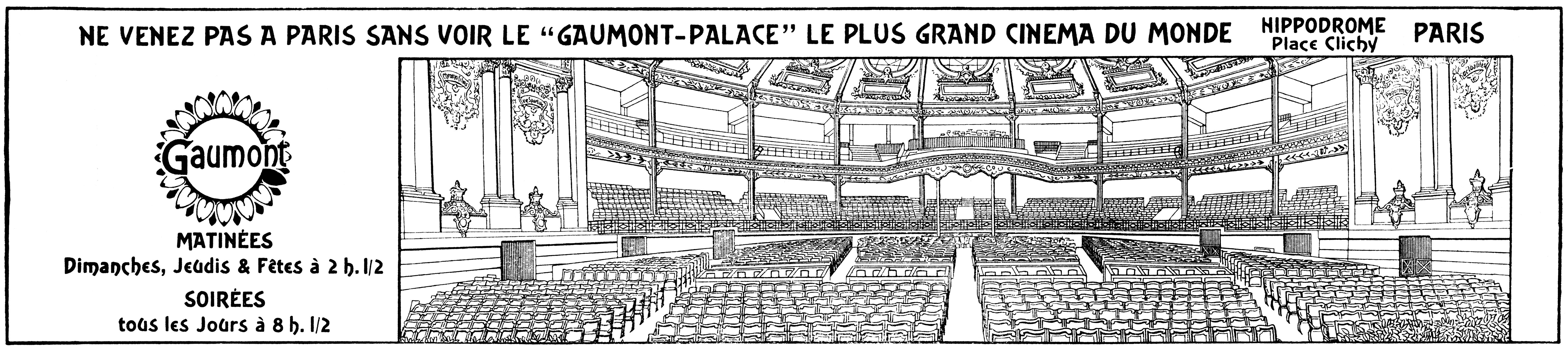
Sala del Gaumont-Palace en una publicitat de 1913.

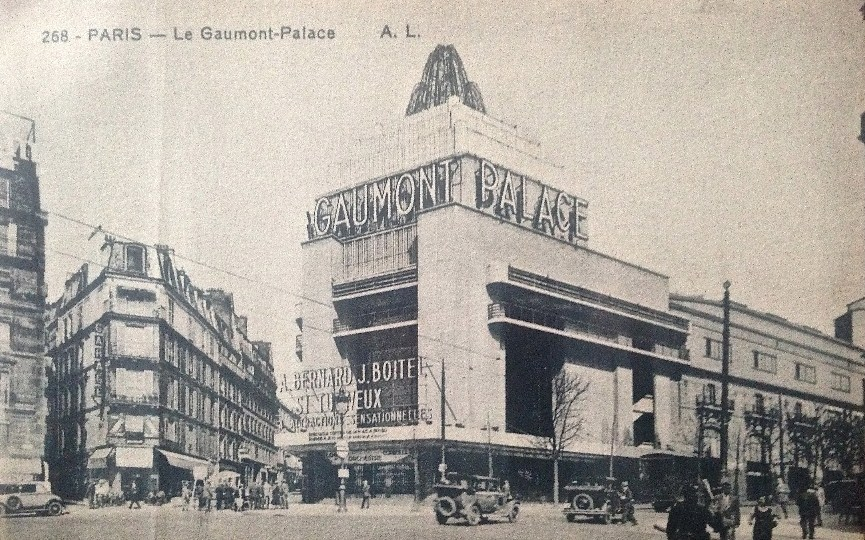
El Gaumont-Palace, a començaments del 1930, amb la nova façada creada el 1931.

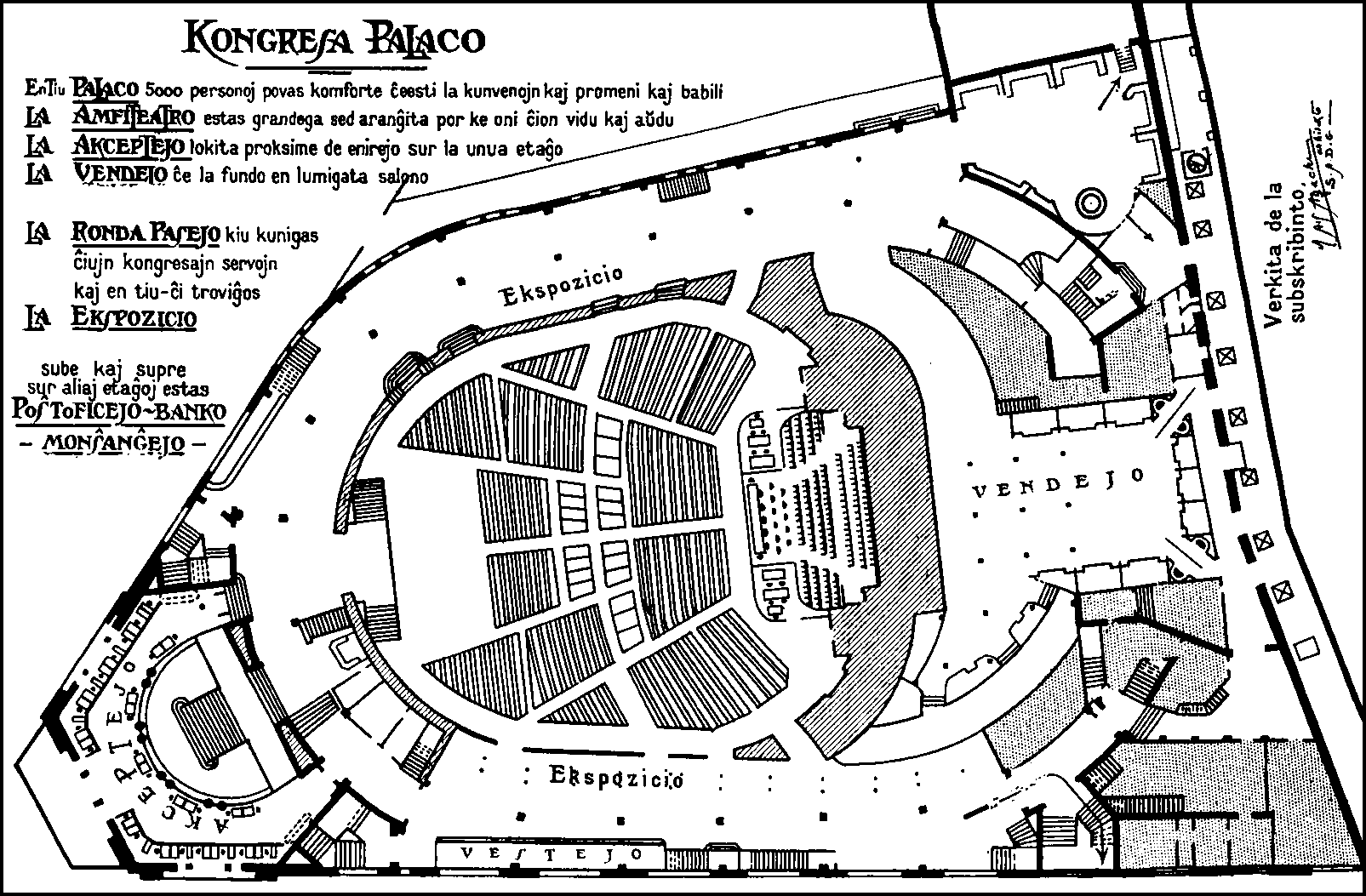
Disposició interior amb motiu del 10è congrés mundial de l'Esperanto (1914).

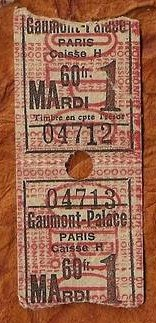
Butlletes d’entrada al Gaumont-Palace.

El plató va ser comprat per Léon Gaumont que, mentre continuava les projeccions, hi va instal·lar la seu de la Société des Établissements Gaumont (S.E.G.) el 15 de juliol de 1910. El 1925 es va convertir en Gaumont-Métro-Goldwyn (G.M.G.) durant cinc anys gràcies a un acord amb l'estudi esetatunidenc Metro-Goldwyn-Mayer M.G.M., després Gaumont-Franco-Film-Aubert (G.F.F.A.) a 1930 i, finalment, el 1938 société nouvelle des établissements Gaumont (S.N.E.G.). L’11 d’octubre de 1911 el Gaumont-Palace obre les portes amb 3.400 seients.
A petició de Léon Gaumont, dinou anys més tard, l'arquitecte Henri Belloc construeix sobre el mateix terreny, en onze mesos (1930-1931) i en estil Art Deco, el cinema més gran del món (6000 seients). Compta amb un ampli escenari per a presentacions d'atraccions, amb dos balcons construïts com autèntics ponts de gairebé 45 metres d'envergadura sense cap pal de suport, i un sostre acústic ondulat per facilitar la propagació del so. La profunditat final de l'habitació es redueix a 55 metres. Per arribar a la pantalla, les imatges han de recórrer 63 metres a causa de la caiguda del llum llarg. També té un marc escènic de 22 metres per 15 (330m²) amagat per una cortina francesa de vellut vermell davant d'una pantalla de 10,66 metresper 8.10 per a les primeres parts compostes per les notícies de la setmana: Gaumont-La Revue Du Monde després un curtmetratge documental, i creixent fins a 12 metres per 14.36, és a dir, 170 m² (250.000 vegades l'àrea de la imatge del rodet), per a la projecció de la pel·lícula gran de format 35 mm, segons l'informe estàndard de l'època (1,33:1), i amb el arribada del cinema sonor projectat sobre teles microperforades anomenades trans-sound (1,37:1), que va romandre en l'estàndard (acadèmic) internacional fins al 1952. Aquell any es va desenvolupar l'anomenada proporció de fotogrames panoràmics. (1.66:1), amb el fotograma més estret en alçada a la pel·lícula, però que, en equipar-se amb lents de projecció amb distàncies focals una mica més curtes, permet projectar en una amplada més gran mantenint la mateixa alçada.
El 1917, Erik Satie hi va presentar el primer espectacle "Cubista". Els decorats i vestuari estan signats per Picasso.

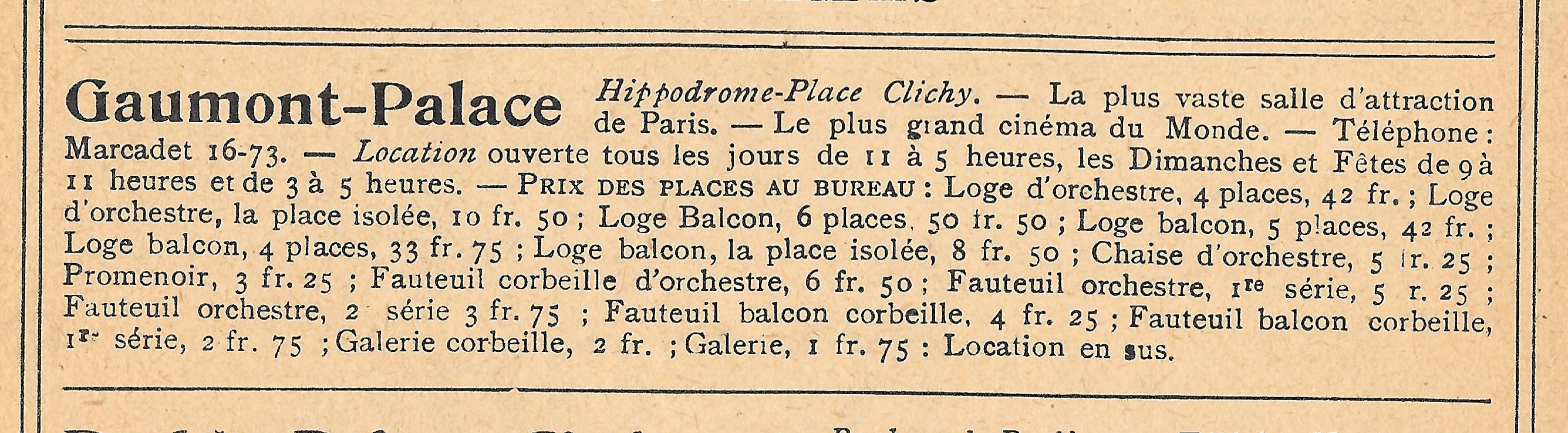
Lloc de les places el 1925 :
« Le plus grand cinéma du monde ».

Tot i que va ser totalment sonoritzat el 1931, un orgue Christie comprat tres anys abans es va quedar amb l'Orchestre Gaumont, una trentena de músics posats sota la direcció de Paul Fosse, per tal de tocar alguns "clàssics" durant els entreactes i acompanyar els 125 intèrprets del cos de ballet o bé les atraccions escèniques. La cabina, de 26 metres de llargada per 4,50 d'amplada, construïda a la part superior del segon balcó està composta per projectors Radion (dos en servei i dos d'emergència) amb potents arcs elèctrics de carboni (carbons que avancen automàticament) superats per capçals de dutxa connectats a un dipòsit d'aigua, testimonis del perill que suposa la manipulació de la "pel·lícula de nitrats", així com fanals d'efecte de llum Brockliss per seguir les revistes presentades a l'escenari. Massa alt en comparació amb la pantalla de projecció sota un angle de 12°, que era molt inferior al de la majoria de cinemes d'aquella època, però plantejava un lleuger problema de distorsió de la imatge en forma de trapezi. Després de la Segona Guerra Mundial, el Gaumont-Palace tenia "només" 4.670 places. Però encara hi havia en servei 2.470|metres de cortines d'escenari i diferents penjades, 150 km de cables elèctrics i 9.000 llums de tota mena. En l'àmbit personal, la plantilla està formada per 30 acomodadors, 32 tècnics, 30 treballadors, així com 18 dones de neteja.

El 1954, el marc de l'escenari es va ampliar a 25 metres (envergadura màxima per a la biga del frontó), de manera que es va poder muntar una pantalla base de 24 metres, en particular per a pPel·lícules CinemaScope, encara en 35 mm. Els exemplars circulen en cronos fabricats per la firma, i segellats amb la lletra "G" envoltats d'una margarida, en homenatge a la mare de la fundadora de l'empresa, Marguerite Dupanloup, senyora de Gaumont. Aquesta renovació ha estat encarregada al despatx d'arquitectes Georges Peynet que va renovar completament la decoració tenint en compte les nocions modernes d'acústica per a aquest volum de 60.000 m³. El sostre ondulat es manté per a la propagació del so, però les parets estan cobertes de feltre rosa i gris per esmorteir les reverberacions paràsits. La il·luminació indirecta de colors recorre la sala en tres nivells horitzontals, destacant les vores dels balcons, sense que res trenqui aquest ritme: 
| « | sensació d'ones llargues que se succeeixen i es superposen en la distància, sense interrupció, sense un angle… | » |

Posseïa aleshores unes butaques específiques "Gaumont" fetes per l'empresa Gallay, cobertes de vellut vermell amb respatllers corbats envoltats per un tub de crom brillant. Durant l'entreacte, podíeu anar a la sala de te, al bar, al vestíbul, així com a les galeries del passeig. La façana de tres vessants culmina a 50 metres. Durant un temps decorat amb una font lluminosa, s'il·luminava amb tubs fluorescents vermells i verds que destacaven els enormes rètols de 3 metres d'alçada « GAUMONT PALACE ». A la nit, tres llums se succeeixen per tal de ressaltar les línies generals d'aquest gran vaixell en tosca color rosa. El gran vestíbul que domina una alta rotonda està revestit de parament de granit negre i rosa emmarcat per parets grogues; s'obre directament al parterre, mentre que una doble escala amb barana de metall cromat dona accés als vestíbuls, al cistell i al segon balcó. Un cinema popular, encara presentava atractius en el seu vast escenari, però va perdre impuls a principis dels anys 1960 amb l'aparició de pel·lícules més íntimes a l'estil Nouvelle Vague. I aleshores el manteniment d'un edifici així es va fer més i més feixuc; a l'hivern, per exemple, es necessiten 9 tones de carbó cada dia per escalfar l'habitació i les seves dependències. L'estalvi energètic que s'acostava a l'horitzó aviat pesarà excessivament en la balança.
L'estiu de 1959 es van instal·lar dos projectors Philips DP 35/70 equipats amb làmpades de descàrrega de xenó per a pel·lícules de format 70 mm amb sis bandes sonores magnètiques alimentant cinc canals darrere de la pantalla: extrem esquerre, esquerre, centre, dret, extrem dret, així com grups d'altaveus envoltants distribuïts per tota la sala. Aquest és el cas de l'estrena francesa de Salomó i la reina de Saba, Ben-Hur en presència de Charlton Heston, o Les sandàlies del pescador, en una pantalla amb les proporcions 2,20:1 (les dimensions es converteixen llavors en 23 metres d'ample a 13,70 d9alt) Cada relació està emmarcada per vores mòbils de vellut negre que es mouen horitzontalment i verticalment sobre riells. L'anunci diu: "L'altura d'un edifici de 4 plantes amb 23 metres de façana ».

### Cinérama
Entre 1962 i 1967, l'immens edifici es va transformar en Cinérama, amb la participació activa de Jacques Thénard, va awe equipat amb una pantalla corba (segons un angle de 146°), una base de 38,60 metres sobre una alçada de 15 metres (àrea: 579 m²) format per més de 4.000 tires de plàstic blanc microperforat per permetre passar el so dels altaveus.
Muntat davant de l'antic escenari, s'amaga durant els entreactes amb una elegant cortina grega daurada. Tres cabines sincronitzades construïdes per separat en arc al nivell del primer balcó hi projecten en bigues creuades les tres imatges paral·leles del procés gegantí, amb dispositius Century JJ-1 i National Ventarc 160A perpendiculars a la pantalla i, per tant, sense distorsió òptica. Hi són programades pel·lícules com La conquesta de l'Oest. Ben-Hur (MGM Camera 65) es projecta des de la cabina central amb una còpia en format 70 mm. En aquest darrer cas, la base de la pantalla es redueix a 30 metres per tal de respectar la relació 2,20:1 imposada per les dues pistes magnètiques que enmarquen els fotogrames entre les perforacions, les altres quatre es troben a les vores exteriors de la pel·lícula (la lent és aleshores una Berthiot D 150). L'any 1963, la companyia Cinérama va exigir que el segon balcó estigués tancat al públic, per la comoditat dels espectadors. El Gaumont-Palau té llavors "només" 1.850 places al parterre i 550 a l'entresòl (cistella).

### Tancament
El contracte amb Cinérama va finalitzar l'any 1967, la sala pot reprendre el seu aspecte original poc després. Malauradament el públic ja no hi és, la projecció i l'acústica es considera de qualitat molt mitjana per l'enorme volum de l'edifici, en comparació amb les sales construïdes durant la dècada. L'any 1970 es va encarregar a l'arquitecte Georges Peynet un projecte d'edifici i cinema per a un nou Gaumont-Palace (aleshores es va produir una maqueta) però mai es va materialitzar. El "mastodont" tancarà les portes el mes d’abril de 1972, l'empresa Gaumont es veurà obligada a vendre terrenys i edificis a promotors que comencen la seva demolició a principis de 1973. Els llocs es buiden de pressa, les pertinences i els arxius es deixen a les voreres, els equipaments tècnics es llencen als contenidors d'escombraries a la vista dels transeünts. Només es guarden els grans orgues i es tornen a muntar al pavelló Baltard. L'última pel·lícula que s'hi projecta és Els cowboys de Mark Rydell amb John Wayne. Així desapareix el cinema més gran d'Europa. Els diners d'aquesta venda, però, permeten a Gaumont emprendre una àmplia reestructuració i renovació dels seus cinemes a tot França. L'Olympia i el Club a Bordeus, el Gaumont-Palace a Grenoble, el Familia a Lilla, el Tivoli i el Royal a Lió, el Français a Marsella, l'Empire a Nancy, el Casino, el París-Palace i el Rialto a Niça, l'Empire, l'Alhambra i l'AC'Cin a Reims, l'Alhambra a Saint-Étienne, el Gaumont-Palace a Toló i el Gaumont-Palace a Tolosa de Llenguadoc.

## L'orgue del Gaumont-Palace
Abans de la Primera Guerra Mundial, el Gaumont Palace tenia una orquestra d'una trentena de músics, i grans orgues de l'església Cavaillé-Coll que acompanyaven la projecció de determinades pel·lícules.
Cap a l'any 1920, aquests instruments es van beneficiar del desenvolupament de l'electricitat, primer es va substituir la manxa per ventiladors i després es va assegurar la connexió entre els teclats i el tub. El britànic Hope Jones va ser a l'origen del concepte "orgue unitari", on una reducció del nombre de tubs compleix les funcions d'un nombre més gran, gràcies als préstecs i al desdoblament d'octaves dels jocs originals que fan l'especificitat dels timbres i dels efectes sonors de l'instrument cinematogràfic.
L'any 1932, aquest orgue que tocava amb l'orquestra abans de les projeccions, sent el sonor en ple apogeu, va ser substituït per una gran organ marca Christie (IV/14) construït pel fabricant anglès d'orgues Hill, Norman and Beard limited i que és totalment elèctric. La consola en forma de ferradura s'aixeca de la fossa de l'orquestra gràcies a gats hidràulics, i comanda sobre 1.500 canonades de peltre, zinc i fusta, disposades a tota l'amplada de la platea a 25 metres per sobre de l'escenari, impulsat per un túnel de vent equipat amb dues turbines potents. Aquest instrument de doble parada té 14 files inicials que es poden multiplicar en gairebé un centenar. La consola té no menys de 175 registres diferents equipats amb 2.500 electroimants. 50 quilòmetres de cables elèctrics travessen l'instrument. Continua sent l'orgue de cinema més gran importat a França. L'armari que contenia el teclat-pedal era de palissandre envernissat, decorat durant un temps amb estels platejats.
L'any 1939, l'organista Georges Ghestem i el director d'orquestra Georges Tzipine van fer una sèrie d'enregistraments gravats en discos de cera en blanc, a una velocitat de 78 rpm. Aquests gravats permeten escoltar la gran orquestra del Gaumont-Palace i l'orgue Christie, dels quals probablement són els primers enregistraments. Oblidats durant molt de temps i mai reeditats, recentment han estat digitalitzats i restaurats per Éditions Hortus (Rendez-vous au Gaumont-Palace). Un llibret de 12 pàgines acompanya el CD i els seus 14 temes musicals en un àlbum de cartró.
El Gaumont Palace va ser probablement l'únic cinema francès on els solos d'orgue i els acompanyaments d'entreteniment van continuar molt més enllà de la Segona Guerra Mundial i va romandre durant molt de temps testimoni d'aquesta època passada. Va ser desmuntat l'any 1971.
Considerat com un dels més grans del món, no es pot comparar amb els instruments instal·lats als Estats Units o fins i tot a Gran Bretanya, sovint tres o quatre vegades més grans que ell. L'organista el nom del qual roman unit a l'instrument és Tommy Desserre, que també va ser titular de l'orgue del cor de la basílica de Montmartre. Un microsurc de 33 rpm titulat 30 anys d'orgue al Gaumont-Palace va ser publicat el 1972 per Stil Discothèque. L'instrument, que es va beneficiar d'una classificació com a monuments històric l'any 1977 perquè no sortís de França, es va tornar a muntar al Pavillon Baltard de Nogent-sur-Marne. Existeixen dos altres orgues Wurlitzer als cinemes Madeleine (opus 1394) i Paramount-Opéra (opus 1642); un es va instal·lar a Loughborough a Anglaterra, l'altre va ser destruït.

## A la cultura
Aquest cinema és esmentat al 72è dels 480 records citats per Georges Perec a Je me souviens. Una seqüència de la pel·lícula Les Quatre Cents Coups de François Truffaut, mostra que la família Doinel hi va per enfortir els seus llaços. També veiem molt bé la sala (buida), l'orgue (en acció) i els penjadors en una seqüència de persecució de la pel·lícula La Fête à Henriette de Julien Duvivier (1952). També és present a la tira còmica de Jacques Tardi i Didier Daeninckx Le Der des Ders, publicada per Casterman el 1997.